# Дамас (дворянский род)
Дама́с (фр. de Damas) — дворянский род, именование которого происходит от французского названия города Дамаска.
Одна из старинных дворянских фамилий во Франции; пользовалась большим влиянием ужe в XIII веке. Разделилась с конца XVI в. на 2 ветви: Damas и Damas-Crux.

## Известные представители
- Шарль (1758—1829), граф, затем герцог Дама.
- Роже (1769—1823), генерал-лейтенант.
- Максанс (1785—1862), министр в период Реставрации, до этого генерал русской службы, брат предыдущих.